# Physotarsus montezuma
Physotarsus montezuma là một loài tò vò trong họ Ichneumonidae.